# Central hidroeléctrica de Pangue
La Central Hidroeléctrica Pangue es una central generadora de electricidad por energía hidráulica. Está ubicada a 87 km al sudeste de la ciudad de Los Ángeles, en la Región del Biobío, en la confluencia de los ríos Pangue y Biobío. La central usa el agua de la Cuenca del río Biobío y produce 456 MW de electricidad. La central fue construida por Endesa (Chile) en el año 1996, actual Enel.

## Características técnicas de la central hidroeléctrica
Dispone de una caída de 103 m y posee un caudal de diseño de 500 m³/s, lo cual equivale a una potencia de 456 MW para generar una energía media anual de 2156 GWh, producidos por dos turbinas Francis. Pangue aporta el 10% de la generación del SIC, por lo que es la 3ª central en potencia después de Ralco con 640 MW y Pehuenche con 500 MW.

## Características técnicas de la represa
El cuerpo de la presa es de hormigón compactado con rodillo (HCR). Para su construcción se utilizaron cerca de un millón de m³ de hormigón. Dispone de un aliviadero. Las obras de construcción de la presa se realizaron entre los años 1993-1996.
Pangue forma un embalse de 500 ha, con un largo de 14 km y un ancho promedio de 360 m. Esto la convierte en una de las centrales de envergadura más eficientes del mundo en cuanto a la relación entre producción de energía y superficie inundada.

### Situación hídrica 2018-2019
| Comparación contenido Embalse Pangue                             |                                                                  |
| ---------------------------------------------------------------- | ---------------------------------------------------------------- |
| Gráfico no disponible temporalmente debido a problemas técnicos. |                                                                  |
| Contenido promedio histórico Contenido 2018-19                   |                                                                  |
|                                                                  | Gráfico no disponible temporalmente debido a problemas técnicos. |

El diagrama muestra la información de la Dirección General de Aguas sobre el volumen almacenado por el embalse durante los últimos 12 meses. El promedio histórico almacenado de 75 hm³.

## Controversias
Tanto Pangue, como la central Ralco generaron en su momento una importante polémica entre los grupos ambientalistas, el gobierno y Endesa por el uso que se les daría a las tierras (sagradas para algunas etnias que ahí cohabitan) y las compensaciones asociadas al área inundada.
Durante la construcción del embalse, la Corte de Apelaciones de Concepción detuvo la construcción argumentando que el relleno y la operación del embalse afectaban ilegalmente los derechos de agua de los agricultores aguas abajo del embalse. Sin embargo, la Corte Suprema de Chile revocó dicho fallo y decidió que los derechos de agua no consuntivos de Endesa tenían precedencia sobre los derechos de agua consuntivos de los agricultores.